# Sainte-Lucie-de-Tallano
Sainte-Lucie-de-Tallano est une commune française située dans la circonscription départementale de la Corse-du-Sud et le territoire de la collectivité de Corse. Elle appartient à l'ancienne piève de Tallano dont elle était le chef-lieu, en Alta Rocca. La commune portait le nom de Santa-Lucia-di-Tallano jusqu'en 1965.

## Géographie

### Voies d'accès et transports

#### Transports
Le village est distant, par route, de :
- 9 km de Levie,
- 19 km de Sartène,
- 21 km de Propriano,
- 21 km du port de commerce de Propriano,
- 22 km d'Aullène,
- 48 km de Porto-Vecchio,
- 52 km de l'aéroport de Figari Sud Corse,
- 88 km d'Ajaccio,
- 128 km de Corte.

## Urbanisme

### Typologie
Au 1er janvier 2024, Sainte-Lucie-de-Tallano est catégorisée commune rurale à habitat dispersé, selon la nouvelle grille communale de densité à sept niveaux définie par l'Insee en 2022.
Elle est située hors unité urbaine. Par ailleurs la commune fait partie de l'aire d'attraction de Propriano, dont elle est une commune de la couronne,. Cette aire, qui regroupe 13 communes, est catégorisée dans les aires de moins de 50 000 habitants,.

### Occupation des sols
L'occupation des sols de la commune, telle qu'elle ressort de la base de données européenne d’occupation biophysique des sols Corine Land Cover (CLC), est marquée par l'importance des forêts et milieux semi-naturels (86,7 % en 2018), néanmoins en diminution par rapport à 1990 (88,8 %). La répartition détaillée en 2018 est la suivante : 
forêts (74,8 %), milieux à végétation arbustive et/ou herbacée (11,9 %), zones agricoles hétérogènes (10 %), prairies (1,7 %), zones urbanisées (1,6 %). L'évolution de l’occupation des sols de la commune et de ses infrastructures peut être observée sur les différentes représentations cartographiques du territoire : la carte de Cassini (XVIIIe siècle), la carte d'état-major (1820-1866) et les cartes ou photos aériennes de l'IGN pour la période actuelle (1950 à aujourd'hui).

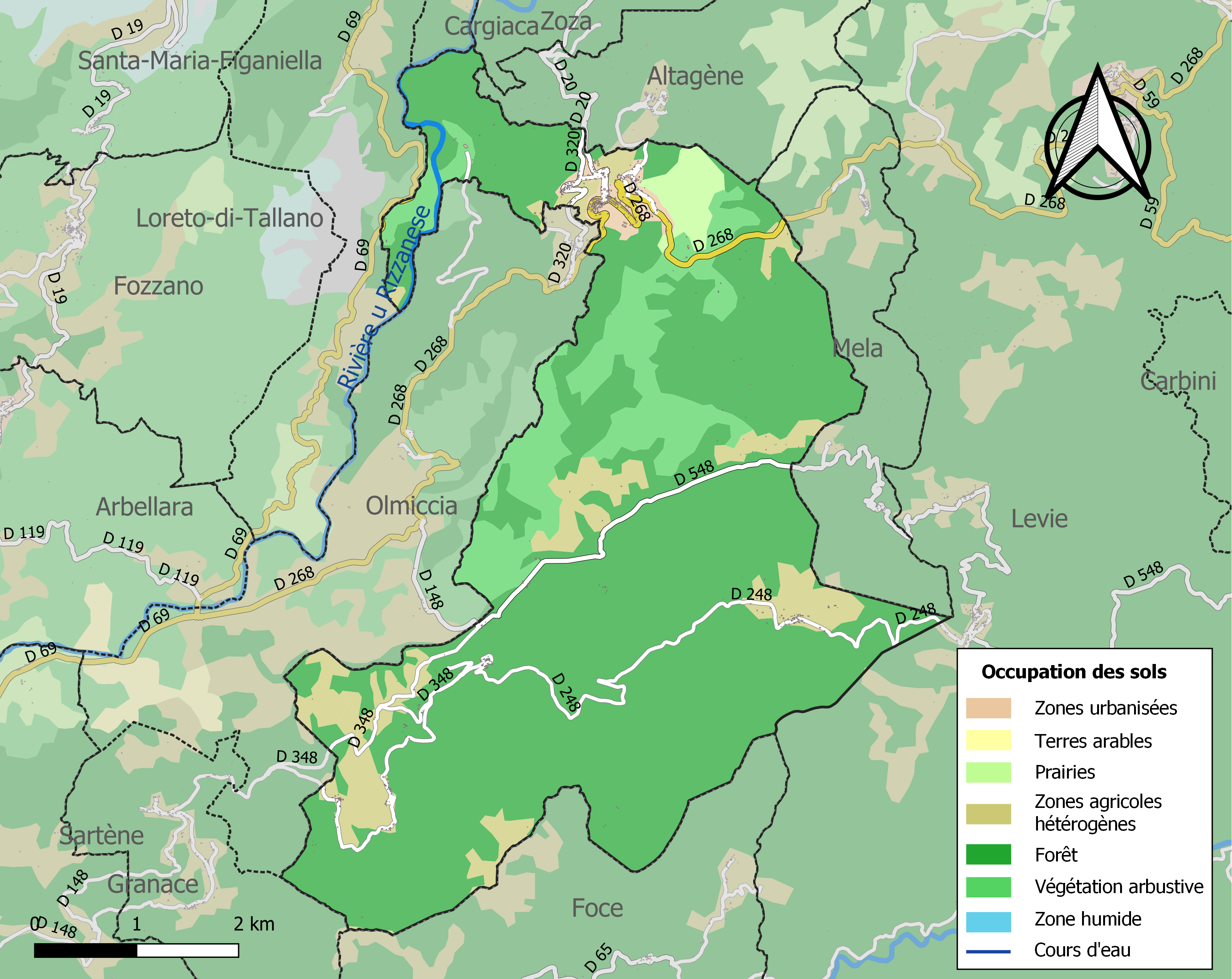
Carte des infrastructures et de l'occupation des sols de la commune en 2018 (CLC).

## Toponymie
En corse la commune se nomme Santa Lucìa di Tallà.

## Politique et administration
| Période | Période  | Identité       | Étiquette | Qualité |
| ------- | -------- | -------------- | --------- | --- |
| 1995    | 2011     | Antoine Greani | DVD       | Vice-président du district de l'Alta Rocca (1995-2001) Président de la communauté de communes de l'Alta Rocca (2001-2011) |
| 2011    | En cours | Jules Bartoli  | DVD       | Fonctionnaire |

## Démographie
L'évolution du nombre d'habitants est connue à travers les recensements de la population effectués dans la commune depuis 1800. Pour les communes de moins de 10 000 habitants, une enquête de recensement portant sur toute la population est réalisée tous les cinq ans, les populations de référence des années intermédiaires étant quant à elles estimées par interpolation ou extrapolation. Pour la commune, le premier recensement exhaustif entrant dans le cadre du nouveau dispositif a été réalisé en 2004.

En 2022, la commune comptait 382 habitants, en évolution de −13,96 % par rapport à 2016 (Corse-du-Sud : +7,61 %, France hors Mayotte : +2,11 %).
| 1800 | 1806 | 1821 | 1831 | 1836 | 1841 | 1846 | 1851 | 1856 |
| ---- | ---- | ---- | ---- | ---- | ---- | ---- | ---- | ---- |
| 389  | 342  | 510  | 664  | 706  | 770  | 804  | 743  | 870  |

| 1861 | 1866  | 1872  | 1876  | 1881  | 1886  | 1891  | 1896  | 1901  |
| ---- | ----- | ----- | ----- | ----- | ----- | ----- | ----- | ----- |
| 930  | 1 002 | 1 123 | 1 185 | 1 259 | 1 392 | 1 445 | 1 500 | 1 557 |

| 1906  | 1911  | 1921  | 1926  | 1931  | 1936  | 1946  | 1954  | 1962 |
| ----- | ----- | ----- | ----- | ----- | ----- | ----- | ----- | ---- |
| 1 569 | 1 644 | 1 848 | 1 940 | 2 110 | 2 258 | 1 545 | 1 514 | 675  |

| 1968 | 1975 | 1982 | 1990 | 1999 | 2004 | 2006 | 2009 | 2014 |
| ---- | ---- | ---- | ---- | ---- | ---- | ---- | ---- | ---- |
| 626  | 513  | 362  | 424  | 392  | 325  | 320  | 447  | 442  |

| 2019 | 2022 | - | - | - | - | - | - | - |
| ---- | ---- | - | - | - | - | - | - | - |
| 383  | 382  | - | - | - | - | - | - | - |

## Lieux et monuments
- Ancienne église Saint-Jean, classée Monument historique, du 12e siècle[11].
- Église Saint-André de Sant'Andréa. Elle est inscrite à l'Inventaire général du patrimoine culturel[12].
- Église Sainte-Lucie de Sainte-Lucie-de-Tallano. Elle est inscrite à l'Inventaire général du patrimoine culturel[13].
- Église Saint-François de l'ancien couvent de Sainte-Lucie-de-Tallano.
- Église Saint-Martin de Bisene.
- Chapelle de Chialza.
- Chapelle de Poggio.
- Chapelle funéraire de Sainte-Lucie-de-Tallano.
- Chapelle Saint-Roch de Sainte-Lucie-de-Tallano.
- Maison fortifiée, dite Maison Giacomoni, classée Monument historique,

## Personnalités liées à la commune
- François Pupponi, ancien maire de Sarcelles et ancien député de la huitième circonscription du Val-d'Oise
- Don Sauveur Paganelli (1888-1979), préfet du Gard à la Libération
- Bernard Leccia, ancien député des Bouches-du-Rhône
- Antoine Leandri, journaliste d'extrême-droite et maître-chanteur
- Albert Glatigny (1839-1873), poète parnassien, séjourna dans le village en 1869[14]

## Anecdote cinématographique
Certaines scènes de l'adaptation cinématographique de la bande dessinée L'Enquête corse de René Pétillon ont été tournées à Sainte-Lucie-de-Tallano.